# ケニー・ピケット
ケネス・シェーン・ピケット（Kenneth Shane Pickett, 1998年6月6日 - ）は、アメリカ合衆国ニュージャージー州オーシャンタウンシップ出身のプロアメリカンフットボール選手。NFLのクリーブランド・ブラウンズに所属している。ポジションはクォーターバック。

## 経歴

### ハイスクール
2016年シーズン開幕前にライバルズからニュージャージー州で2番目、全米で22番目のクォーターバックと評価された。進学するピッツバーグ大学以外にテンプル大学、ボストンカレッジ、バッファロー大学、コネチカット大学からもオファーを受けた。

### カレッジ
ピッツバーグ大学ではNCAAが定めた新型コロナウイルス流行による特例措置を利用し、5年間在籍した。
1年目の2017年シーズンは509パス獲得ヤード、1タッチダウン、1インターセプトを記録した。マックス・ブラウン、ベン・ディヌッチの控えクォーターバックを務め、マイアミ大学とのシーズン最終戦で初先発を果たした。
2年目の2018年シーズンは全14試合に先発出場し、1,969パス獲得ヤード、12のタッチダウン、6インターセプトを記録した。チームはサンボウルに出場したが、スタンフォード大学に敗れた。
3年目の2019年シーズンは怪我により1試合欠場したが12試合に先発出場し、3,098ヤード、13のタッチダウン、9インターセプトを記録した。チームはクイックレーンボウルで東ミシガン大学と対戦、この試合で361パス獲得ヤード、試合残り1分を切ってからのタッチダウンパスを含む3つのタッチダウンをあげ、34-30で勝利した。
4年目の2020年シーズンは新型コロナウィルスの流行によりシーズンが短縮されボウルゲームは行われなかった。9試合に先発出場し2,408パス獲得ヤード、13のタッチダウン、9インターセプトを記録した。

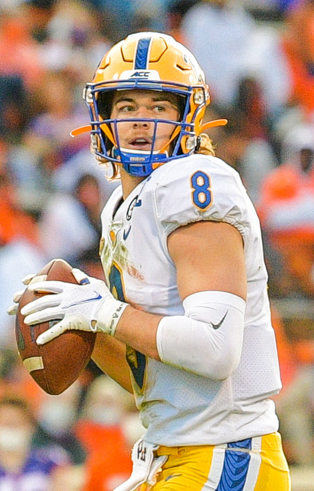
ピッツバーグ大学でのピケット
(2020年)

5年目の2021年シーズンは4,319パス獲得ヤード、42のタッチダウンを記録するなどエースとして活躍し、ハイズマン賞の投票でも3位に入った。また、チームは1976年以来となるACCトーナメント優勝を果たした。これらの活躍が評価され、ACCの全ての男子スポーツの選手の中から選ばれる年間最優秀アスリート賞を受賞した。
このシーズン終了後、2022年のNFLドラフトにエントリーした。
| シーズン | 試合 | 試合 | 試合   | パス  | パス  | パス   | パス | パス | パス | パス  | ラン | ラン | ラン | ラン |
| シーズン | GP   | GS   | Record | Cmp   | Att   | Yds    | Pct  | TD   | Int  | Rtg   | Att  | Yds  | Avg  | TD   |
| -------- | ---- | ---- | ------ | ----- | ----- | ------ | ---- | ---- | ---- | ----- | ---- | ---- | ---- | ---- |
| 2017     | 4    | 1    | 1–0    | 39    | 66    | 509    | 59.1 | 1    | 1    | 125.8 | 26   | 98   | 3.6  | 0    |
| 2018     | 14   | 14   | 7–7    | 180   | 310   | 1,969  | 58.1 | 12   | 6    | 120.3 | 117  | 220  | 1.9  | 3    |
| 2019     | 12   | 12   | 7–5    | 289   | 469   | 3,098  | 61.6 | 13   | 9    | 122.4 | 95   | 110  | 1.2  | 2    |
| 2020     | 9    | 9    | 6–3    | 203   | 332   | 2,408  | 61.1 | 13   | 9    | 129.6 | 81   | 145  | 1.8  | 8    |
| 2021     | 13   | 13   | 11–2   | 334   | 497   | 4,319  | 67.2 | 42   | 7    | 165.3 | 98   | 233  | 2.4  | 5    |
| 通算     | 52   | 49   | 32–17  | 1,045 | 1,674 | 12,303 | 62.4 | 81   | 32   | 136.3 | 417  | 801  | 1.9  | 20   |

### ピッツバーグ・スティーラーズ
| 6 ft 3+1⁄4 in (191 cm)      | 217 lb (98 kg) | 30+7⁄8 in (78 cm) | 8+1⁄2 in (22 cm) | 4.73 s | 1.56 s | 2.67 s | 4.29 s | 33.5 in (85 cm) | 10 ft 1 in (3.07 m) | 17 |
| All values from NFL Combine |                |                   |                  |        |        |        |        |                 |                     |    |

ドラフト全体20位でピッツバーグ・スティーラーズから指名された。なお、この年ドラフト全体20位までクォーターバックが指名されなかったがこのような事態は1997年以来であった。その後、2022年6月23日にルーキー契約を結んだ。
2022年、ミッチェル・トゥルビスキーの控えとして開幕を迎え、第3週までは出場がなかったが、第4週のニューヨーク・ジェッツ戦にて後半から出場し、NFLデビューを果たした。この試合では13本のパスの内10本を成功させ、2つのタッチダウンを記録したが、一方で3つのインターセプトを許した。その後、第4週のバッファロー・ビルズ戦からは先発に抜擢された。シーズンで12試合に先発するも、チームはプレーオフを逃した。
2023年、第3週のラスベガス・レイダース戦でプロ入り後初めて2タッチダウンをあげてチームの勝利に貢献した。第7週のロサンゼルス・ラムズ戦ではQBスニークでプロ初のラッシングタッチダウンをあげた。第8週のジャクソンビル・ジャガーズ戦で肋骨を負傷し途中交代したが、わずか4日後のテネシー・タイタンズ戦に出場した。第13週の試合で足首を負傷し途中交代した。そのままシーズンを終えた。

### フィラデルフィア・イーグルス
2024年3月15日に複数のドラフト指名権とのトレードで、フィラデルフィア・イーグルスへ移籍した。

### クリーブランド・ブラウンズ
2025年3月12日にドリアン・トンプソン＝ロビンソン、同年のドラフト5巡目指名権とのトレードで、クリーブランド・ブラウンズへ移籍した。
2025年4月28日、ブラウンズから5年目の契約オプションを破棄された。